# Plantage Knip

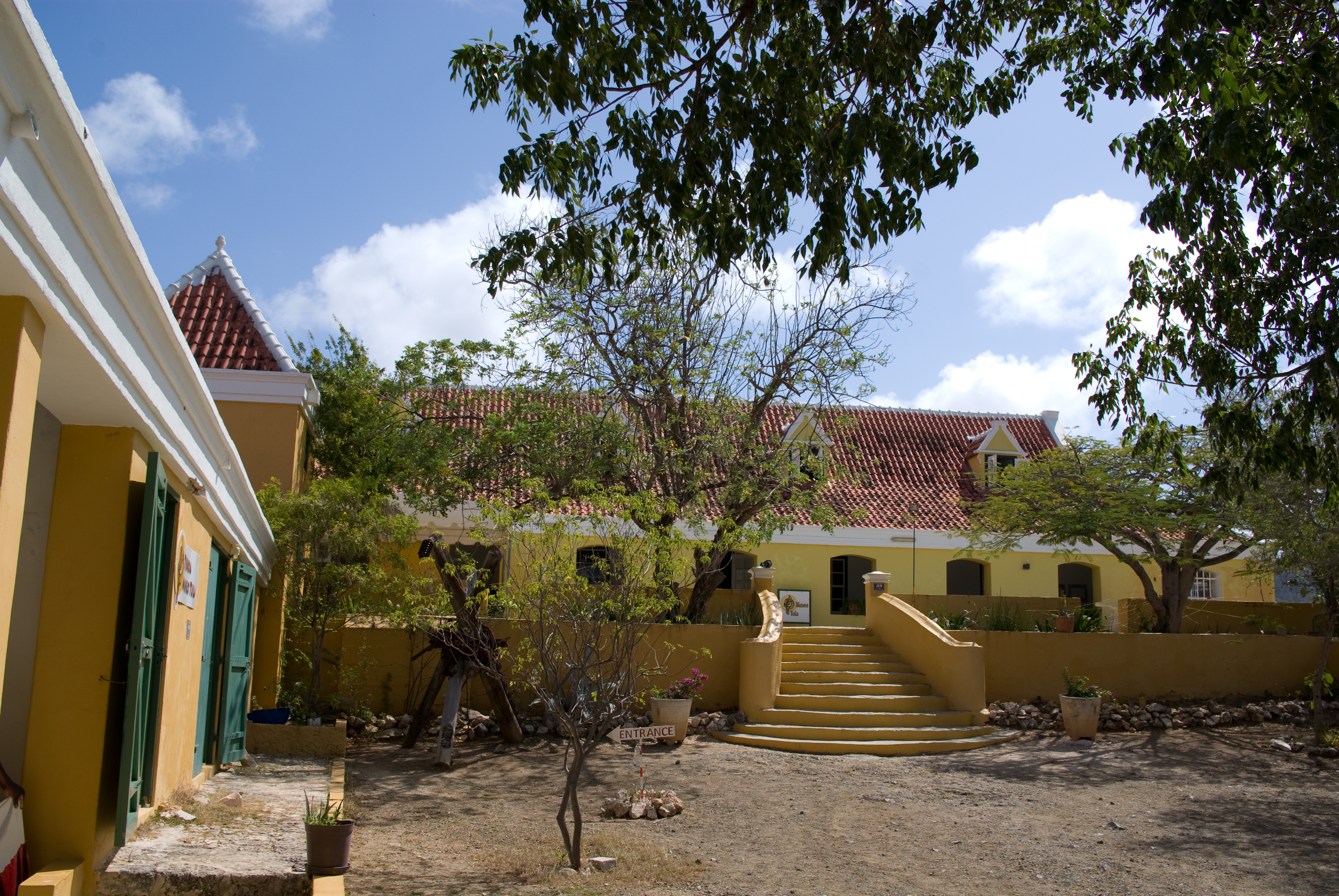
Landhuis Knip, 2010

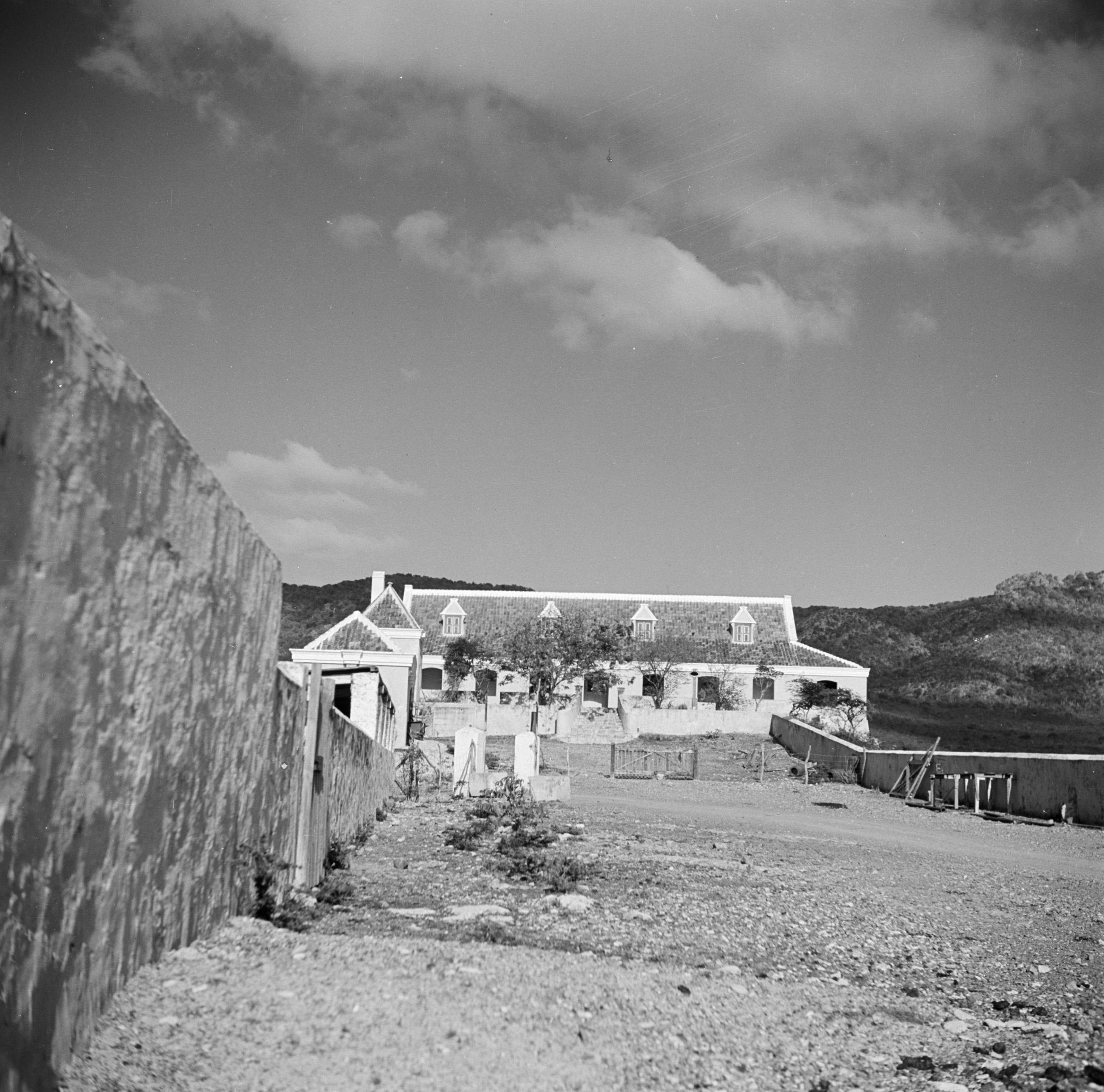
Landhuis Knip, 1947

Plantage Knip of Knepa was een plantage met vee in Bandabou op Curaçao, gesticht in 1693 of 1694. Op 17 augustus 1795 begon hier onder aanvoering van Tula de grote slavenopstand van 1795.
De plantage omvatte 850 hectare grond: op de plantage werden in eerste instantie vooral dividivi- en knippa-vruchten, aardappelen en meloenen gekweekt en verbouwd. Later kwam hier ook veeteelt bij. De plantage heeft als bijnaam "Kenepa", als verwijzing naar de knippa-vruchten (Melicoccus bijugatus) die kenepa heten in het Papiaments.
Op de plantage woonden soms meer dan 400 slaven, verdeeld over ongeveer 170 houten barakken en vijf stenen bouwsels.
Plantage Knip is kandidaat voor de Werelderfgoedlijst van UNESCO.

## Het landhuis
Landhuis Knip dateert van het begin van de negentiende eeuw. Het is een groot woonhuis met een rondgaande en overdekte galerij. Het zadeldak ligt ingesloten tussen twee strakke afgetopte puntgevels, met in de oostelijke gevel de jaartallen 1830, 1939 en 1985. Het eerste jaartal geeft het bouwjaar van het landhuis aan, de andere twee jaartallen verwijzen naar restauraties van het pand. Het pand vormt een rechthoek en de brede galerijen zijn bedoeld om het huis koel te houden. In 1875 waren er bij het landhuis nog 175 slavenhutten en vijf stenen gebouwen die 390 mensen huisvestten. In het landhuis is sinds 2007 het Tula Museum gehuisvest.

## Trivia
De omgeving van het landhuis Knip werd als locatie gebruikt voor de buitenopnamen van de film Plantage Tamarinde.